# Palau dels Milà i Aragó
El palau dels Milà i Aragó, també anomenat palau dels marquesos d'Albaida, és l'edifici més emblemàtic d'Albaida. En l'actualitat, està ocupat per una oficina de turisme i el Museu Internacional de Titelles d'Albaida. Està declarat Bé d'Interés Cultural.

## Història
Abans de l'edifici actual, ja degué haver un palau del senyor del lloc, amb un aspecte fortificat que reforçava algun angle del clos de la vila. D'aquesta construcció poc se sap, però és probable que l'almirall Conrad Llança, després d'haver acumulat les baronies d'Albaida i Carrícola (1279) i Montaverner (1286), decidira edificar-se un palau. El senyoriu d'Albaida fou expropiat per concedir-lo a Berenguer de Vilaragut, llinatge que detindria la senyoria fins al 1471. Que hi hagués una casa o palau no significava que els seus senyors hi habitaren contínuament, els Vilaragut residien a la capital del regne la major part de l'any al seu palau, arrimats a la persona del monarca. Això no significa que eventualment es desplaçaren a Albaida, on tindrien un palau per allotjar-se, com ocorregué el 1429 quan Pere Pardo de la Casta, marit de la baronessa Carroça de Vilaragut, acudí a defensar la vila dels atacs dels castellans en el context de la Guerra de Castella.
Els problemes econòmics dels Vilaragut acabaren amb el segrest i subhasta al millor postor de la vila i baronia d'Albaida per part de la corona. El comprador fou el cardenal Lluís Joan del Milà, nebot de Calixt III i cosí germà del futur Alexandre VI. El seu fill Jaume del Milà es casà amb Elionor d'Aragó, neboda de Ferran el Catòlic i cosina germana de Carles V; aquest fet comportà la concessió del títol de comte per als titulars de la senyoria d'Albaida i l'addició del llinatge d'Aragó al de Milà (1477). El cardenal del Milà es va retirar el 1477 a les seues propietats, primer a Albaida i després a Carrícola, adquirides el 1471. En el document en què fa donació de la baronia d'Albaida al seu fill, consta que li atorga el «fortalitio seu dominali hospitio» de la vila, és a dir, la fortalesa o residència senyorial, que es correspon amb la fase inicial del palau actual. Aquest palau primerenc tindria una planta en L, amb pati adjunt, un accés fortificat i la gran torre de ponent; a més, el palau contribuïa a reforçar la part més vulnerable del clos de la vila, en ser edificat sobre la muralla i al costat de la nova porta de la Vila (realitzada el 1460).
Entre els anys 1525 i 1550, es construí una nova ala que tancava el pati i feu del palau un edifici quadrangular de planta centralitzada, semblant a tants altres palaus valencians de tradició gòtica. El pati del palau estava empedrat amb còdols de riu i tenia un pou enmig, un porxe sostingut amb pilarets i dalt del porxe, una galeria o balconada rodant el pis noble. Aquesta reforma, recognoscible pel sistema de cobertura amb bigues i emmotlades d'algepseria renaixentista, va integrar en la planta dues torres més de la muralla, la del mig i la de llevant. El resultat d'aquestes obres fou que l'edifici es va girar per primera vegada cap a la plaça, començant a perdre el seu aspecte militar, obrint els balcons de la planta noble, foradant la muralla i una galeria d'arquets de mig punt.
A finals del segle xvi i principis del següent, es construí l'església arxiprestal de Santa Maria d'Albaida (entre els anys 1592 i 1624). Açò obligà a enderrocar una de les quatre ales del palau, ocasió que els comtes (marquesos des de 1604) aprofitaren per a realitzar l'última gran reforma estructural de l'edifici. Aquesta consistí en el buidament de cases d'un terç del vell recinte jaumí de la vila per reconvertir-lo en hort particular del palau, desapareixent el pati d'armes, i la construcció d'una nova ala de nova planta al costat de la torre de llevant, seguint la línia de la muralla (c. 1610). Com a resultat d'aquesta reforma, el palau, inicialment un edifici tancat sobre el seu pati, s'obre sobre la plaça com una pantalla murària, entre el poble i l'església. Pel suport del palau sobre l'antiga murada, l'església s'havia quedat aïllada de la resta del poble, de manera que calia fer al volta fins a la part de ponent per poder accedir al temple a través de l'única porta de la vila.

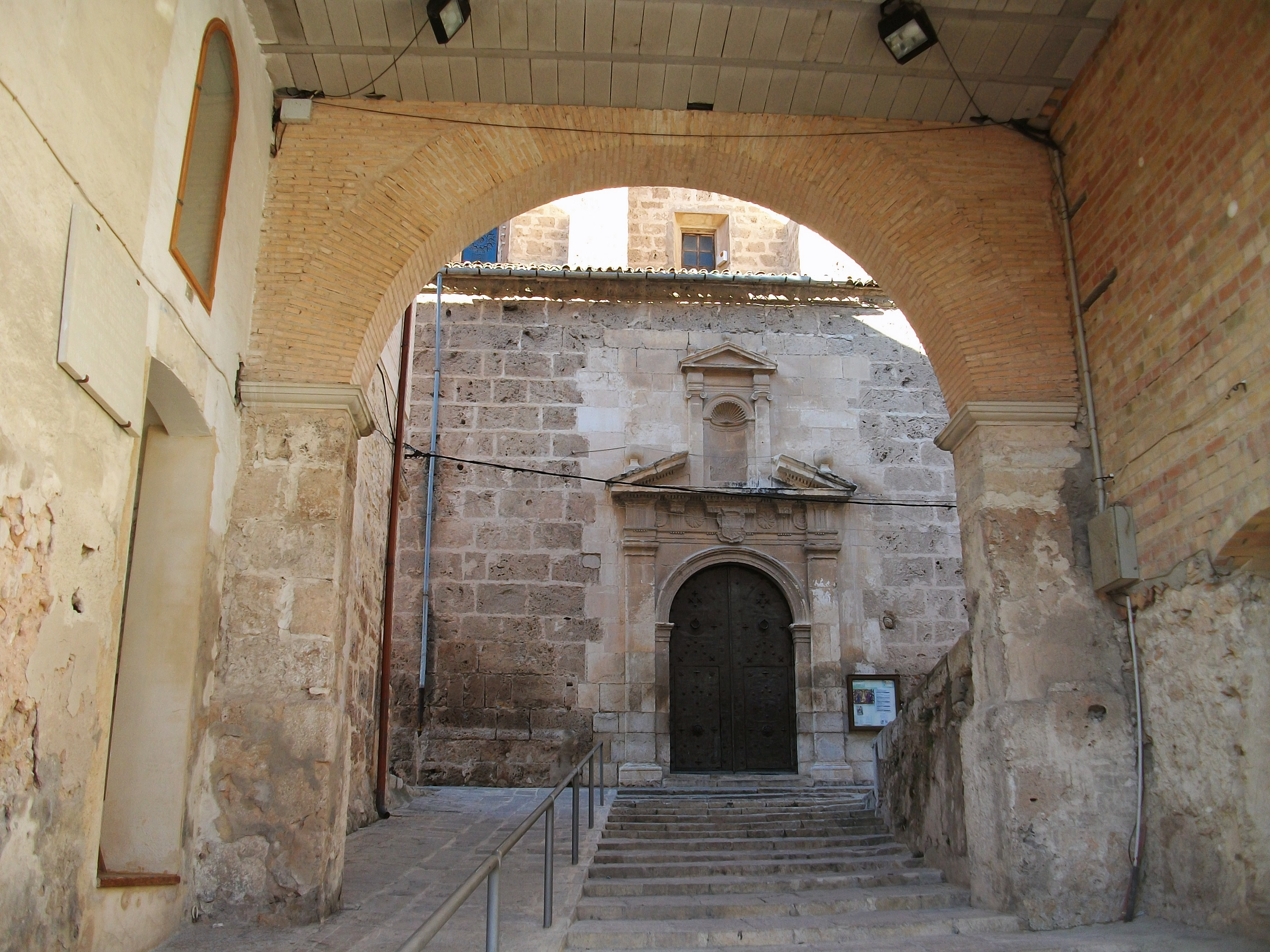
Arc de pas entre la plaça Major i l'església a través del palau dels Milà i Aragó, Albaida

Pels anys 1767-1768, s'obrí el doble arc entre la torre de ponent i la del mig, que dona accés, a través d'una escalinata, a la portada lateral de l'església. La iniciativa va partir de l'oligarquia terratinent del poble que residia a la plaça Major i al carrer Nou adjacent, la qual sol·licità al marqués llicència per aquesta obra. Acabada l'obra, s'obrí una capelleta sota l'arc, on es col·locà una imatge de la patrona d'Albaida, la Mare de Déu del Remei.
La nissaga dels Milà i Aragó fou la propietària del comtat, després marquesat, durant tota l'edat moderna, fins que s'extingí la branca principal de la família. El títol recaigué en la família dels Orense el 1841. El palau va ser ocupat temporalment per aquesta família fins que José María Orense, titular del marquesat entre 1865 i 1880, es traslladà de València a Madrid per presidir les corts constituents de la I República espanyola i dedicar-se a la política.
L'any 1896, el palau fou adquirit per un terratinent i fabricant de cera d'Albaida, batejat pel poble com el marqués del Corbellot. Amb el canvi de segle, el nou propietari obrí una nova porta per accedir al palau des de la plaça Major, situada entre la torre del mig i la de llevant. Des de l'any 1912, l'amo i resident del palau, Tomàs Monzó, havia anat convertint parts de l'edifici en habitatges de lloguer, fonda i casino. L'hereva d'aquest marqués, Marieta Monzó, va acollir al palau des de 1918 una associació catolicoburgesa, la Dominical, consagrada a la instrucció de les filles dels obrers. Després d'ingressar monja al convent de les Esclaves de Benirredrà, la propietària cedí el palau a aquesta associació. La resta de la família aprofità l'avinentesa per a saquejar els béns mobles i una paperera alcoiana reciclà la massa documental de l'arxiu del marquesat d'Albaida.
Durant la Guerra civil, entre 1938 i 1939 el palau va allotjar el Centre de Reclutament i Milícies de València, fugint de la capital assetjada per l'exèrcit del dictador Franco. Acabada la guerra, l'edifici fou emprat com a presó comarcal temporalment, i, en acabant, va tornar a ser gestionat per la Dominical, amb funcions d'escola i centre d'exercicis espirituals.
L'any 1986, durant la nit del 26 de desembre, el palau va sofrir un incendi que afectà l'ala de ponent, la més antiga. La manca de fons per a les obres d'emergència, consistents en la consolidació de la coberta, feren que el novembre de 1987 (a causa per la gota freda) s'esfondrés aquesta part de palau, i en quedaren només en peu els murs exteriors.
Des de 1994, es desenvolupen treballs de consolidació i restauració en el palau.

## Descripció

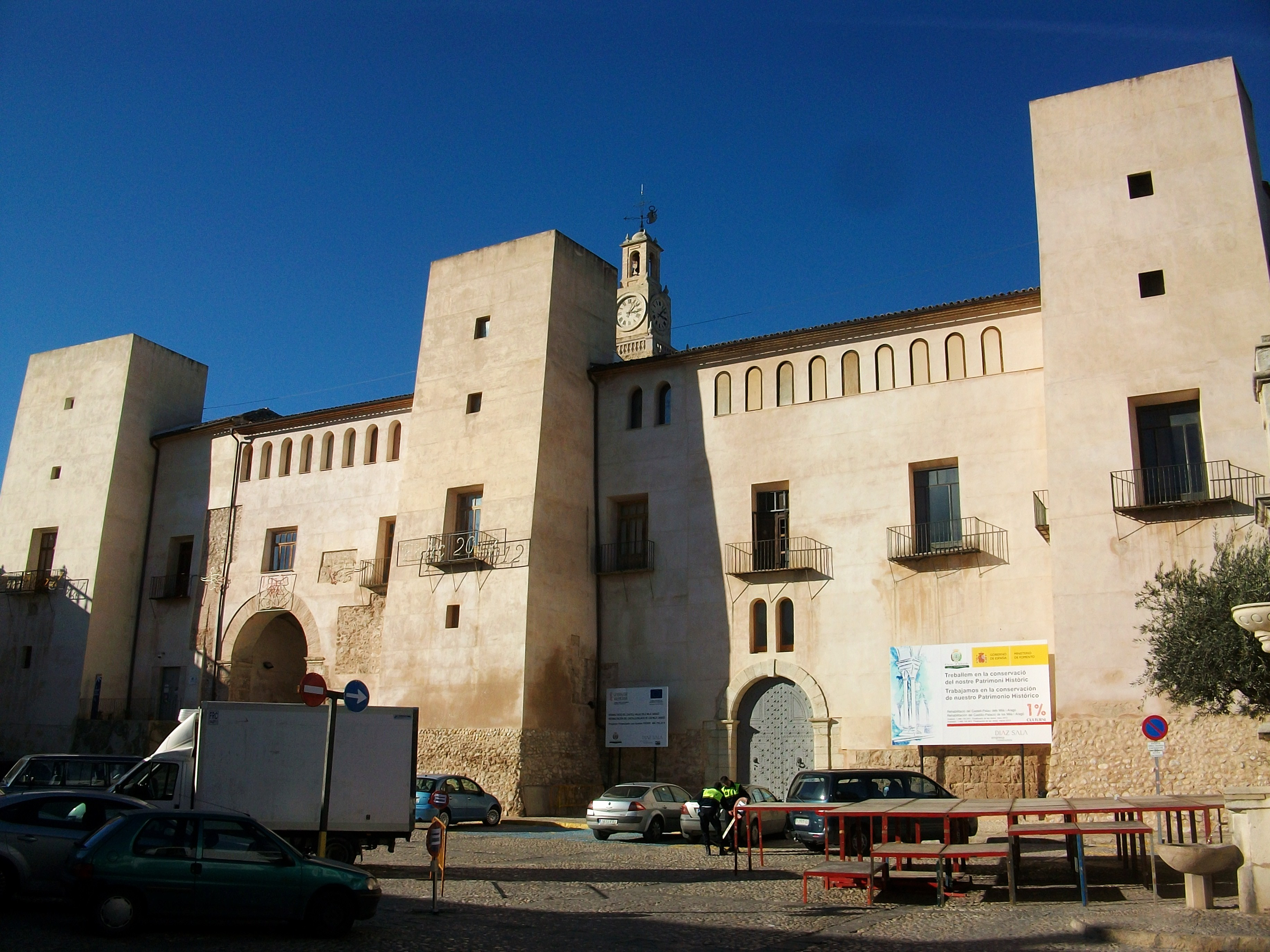
Palau dels Milà i Aragó

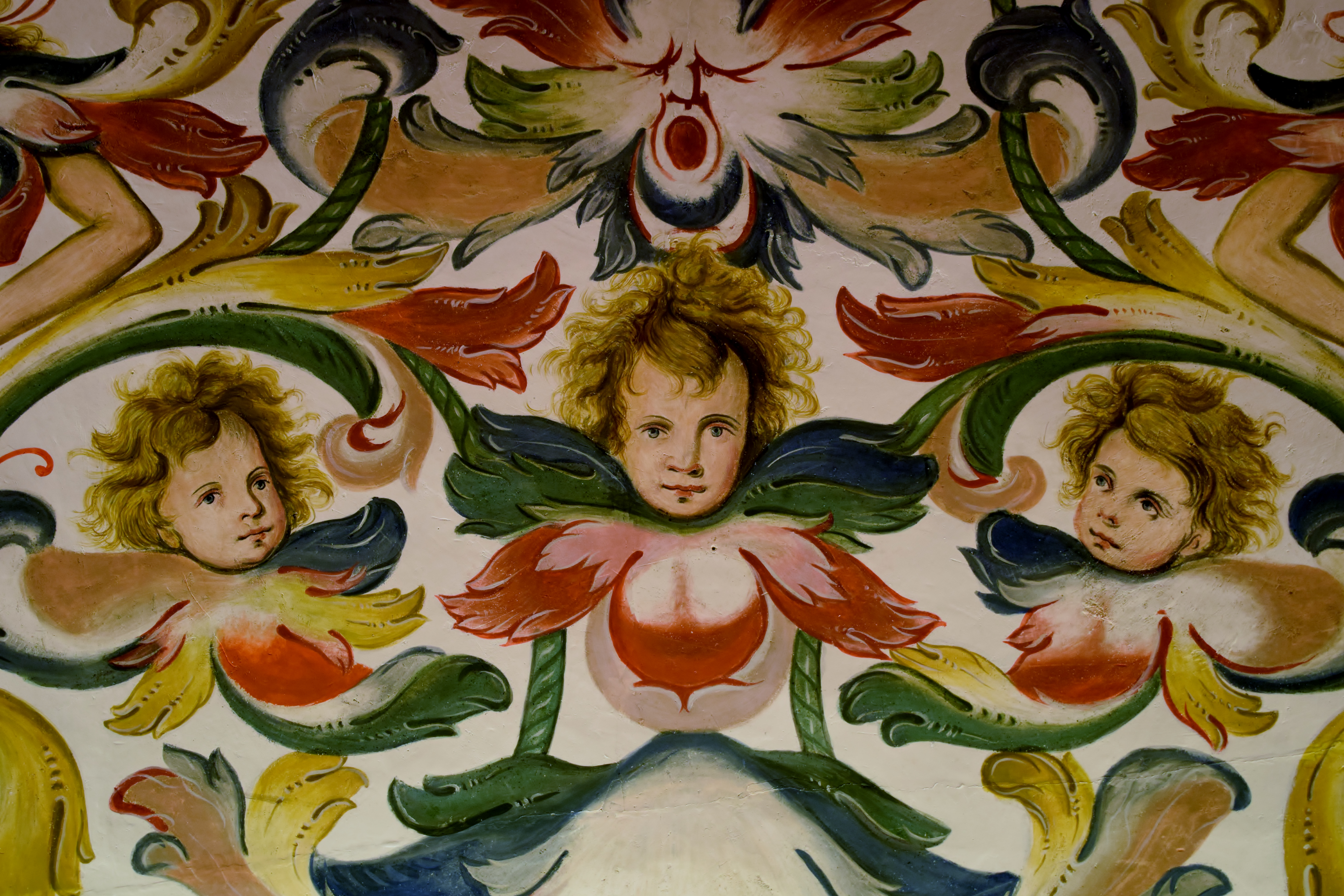
Detall d'un dels sostres de l'interior del palau

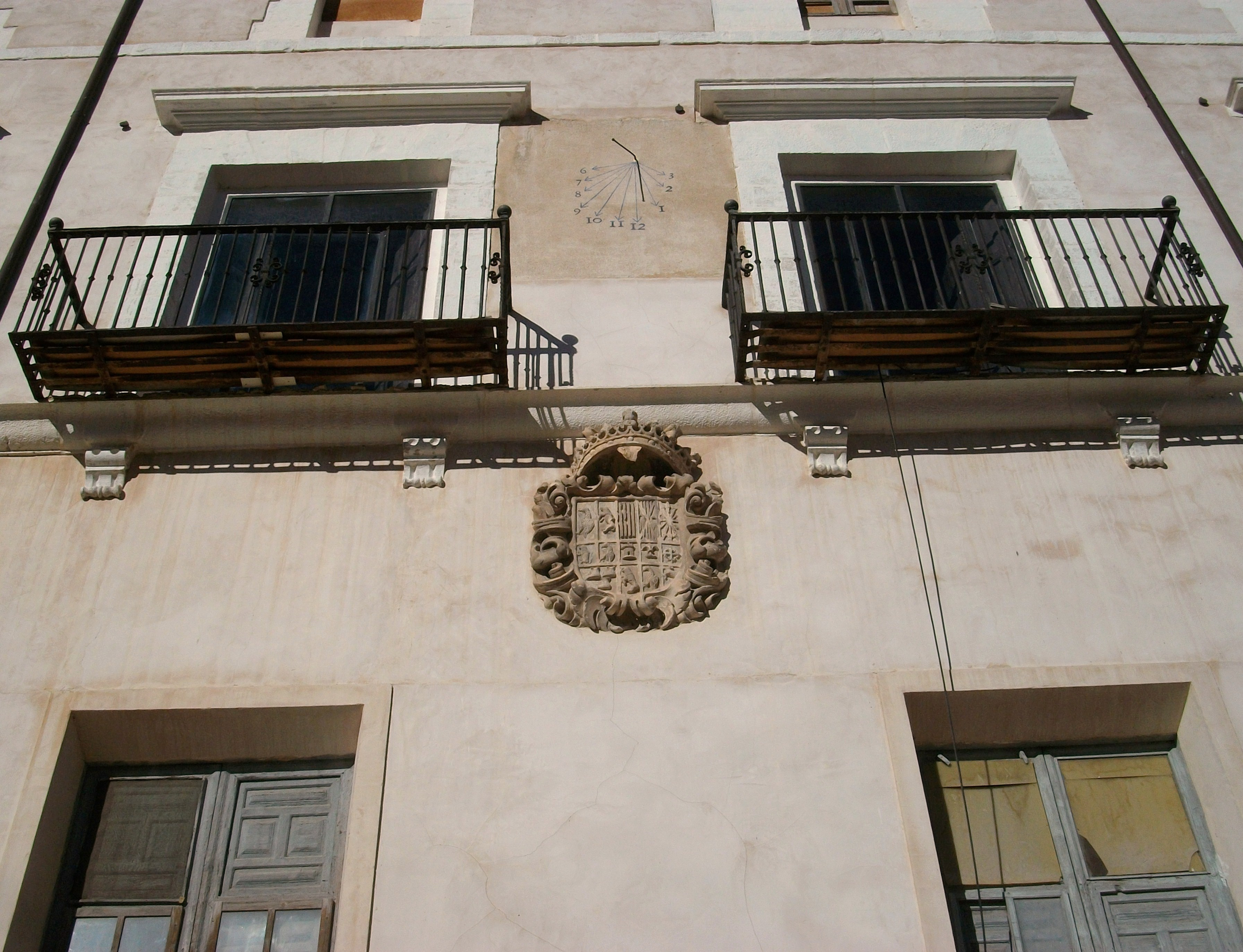
Rellotge de sol, balcons i escut

El palau és una estructura allargassada de 77 metres de llarg amb una amplada que varia dels 5,8 als 19,4 metres, amb quatre plantes, tres mirant des de la plaça. El primer palau construït a finals del segle xv tenia ja l'aparença de residència nobiliària i se centrava al voltant de la torre de ponent, al costat de l'accés principal del recinte emmurallat.
La gran façana dona a la plaça Major, però no va ser en origen la façana principal, sinó simplement la façana lateral meridional, ja que la principal quedaria a l'interior del pati d'armes, del qual només resta com a testimoni la replaceta de la Vileta, on es troba l'accés lateral de l'església. En la seua extensa façana, destaquen les tres torres en talús cúbiques en bateria, obrint-se entre la torre de ponent i la del mig una gran arcada de mig punt, realitzat amb carreus, maó, voltat i lliscat posteriorment, va ser construït al segle xviii, que porta a la portada de l'església i a la vila medieval. El segon arc, situat entre la torre del mig i la de llevant i que condueix directament al vestíbul del palau, és el de més recent obertura, i es pot datar a finals del segle xix, quan el palau havia deixat de pertànyer als marquesos. El palau rep il·luminació directa a través de moltes finestres i balcons que s'han anat obrint al llarg del temps i mostren les diferents altures de l'edifici. A la part superior de la façana, hi ha la característica galeria d'arquets de mig punt. El tram de galeria situat entre la torre del mig i la de llevant, d'estil renaixentista, obert des de la cambra i visible a la part recaient a la plaça, fou demolit el 17 de setembre de 1997 i refet posteriorment.
L'edifici es construí generalment amb materials pobres, a base de tàpia i maçoneria, amb reformes posteriors de carreus i maons. Combina l'estil rústic amb el gòtic, el renaixentista i el barroc.
L'edifici està unit amb l'església de Santa Maria; una porta de la planta noble permetia passar del dormitori del senyor a una llotja reservada que mira al presbiteri. Fer de la litúrgia una cosa domèstica és un tret característic de l'època del barroc, que també es pot observar en altres palaus valencians, com ara el palau dels Aguilar a Alaquàs, el d'Onil i al palau comtal de Cocentaina.
El palau conserva tres escuts senyorials tallats en pedra, situats a l'exterior: el més antic data del segle xvi, encastat sota el balcó de la torre de ponent amb les armes dels Milà. L'altre és el de la part acabada al segle xvii sota un rellotge de sol, i conté les armes de Cristòfol II (les dels Milà, més les d'Aragó-Navarra, Castella i Lleó, l'orde de Montesa, etc.). L'escut que apareix en les pintures del saló del tron és molt semblant a aquest, amb l'excepció que també té les armes dels Mercader. El tercer blasó està situat a l'antic pati d'armes, i conté multitud d'armes. Hi ha un altre escut de la família Milà a la porta lateral de l'església pertanyent a Cristòfol II.
A l'interior del palau, molt transformat, destaca la concepció decorativa establerta al segle xviii, dividida entre sales d'hivern i sales d'estiu. Les primeres es corresponen amb l'entresòl, amb murs gruixuts i finestres menudes; les d'hivern es corresponen a la planta de dalt, el pis noble, on s'obrin els balcons que recauen a la plaça. Les estances de la torre i l'ala de llevant foren decorades amb una gamma de color distinta per a cada nivell: ocres i vermells per a les sales d'estiu; blaus, verds i anyils per a les d'hivern. Aquestes pintures foren realitzades per Bertomeu Albert, en la dècada de 1690, abans de traslladar-se a Oriola. De les cambres estivals, destaquen el rebedor, la de la torre, la gran sala d'estiu, l'antesala, la sala de l'escut i la sala del cantó; de la planta noble, en destaquen la sala de la música, la sala del tron (la més espectacular), la sala blanca, el dormitori marquesal i el vestidor. El cicle pictòric projectat per Albert té una temàtica pagana, amb representacions de vegetals estilitzats, figures d'àngels, dimonis, animals, monstres, humans, centaures i temes heràldics, tot d'un gust plenament barroc.